# 321 (tal)
321 är det naturliga talet som följer 320 och som följs av 322.

## Inom vetenskapen
- 321 Florentina, en asteroid.

## Inom matematiken
- 321 är ett udda tal
- 321 är ett sammansatt tal
- 321 är ett defekt tal
- 321 är ett Hilberttal
- 321 är ett Prothtal
- 321 är ett ikositrigontal